# Pau Civil i Costa
Pau Civil i Costa, conegut també com a Paolo Civil (Teià, Maresme, 20 de novembre de 1899 - Barcelona, 28 de desembre de 1987) fou un tenor i catedràtic de cant del Conservatori del Liceu de Barcelona (1952-1984).

## Biografia
Pau Civil havia iniciat estudis de professor mercantil. Aviat va descobrir que tenia veu però va haver d'esperar molt de temps abans de poder inscriure's al conservatori del Liceu. Va estudiar amb el professor Josep Sabater, qui li va aconsellar que canviés de veu de baríton a veu de tenor. Debutà el 1925 al Casino de Masnou amb Rigoletto. El mateix any fou contractat per fer una gira d'espectacles lírics per Catalunya i, més tard, actuà també arreu de l'estat espanyol. L'èxit fou tal que li va donar l'estímul necessari per emprendre una gira per Milà, on va completar la seva formació. El seu èxit a Itàlia va coincidir amb la concessió d'una beca d'estudis de la Diputació de Barcelona. A Itàlia va conèixer a qui seria la seva dona i l'acompanyaria la resta de la seva vida, Pierina Meriggi.
De tornada d'Itàlia va triomfar al Teatre Olímpia de Barcelona a partir de 1930. Va actuar diverses vegades al Gran Teatre del Liceu de Barcelona. El 23 de novembre de 1933 va debutar al Liceu en l'estrena al teatre de l'òpera La vida breve de Manuel de Falla. El 28 de desembre de 1933 va participar en l'estrena d'aquest teatre de l'òpera María del Carmen d'Enric Granados, juntament amb la soprano Carme Bau Bonaplata.
Realitzà una notable carrera a Europa i a Amèrica (on cantà una cinquantena de vegades el Don José de Carmen de Bizet), amb un extens repertori d'òperes, de Donizetti, Wagner, Mússorgski, i de sarsueles d'Amadeu Vives, Federico Moreno Torroba i altres. Per exemple, el 1928 actuà a diverses localitats italianes i torna a Barcelona on preparà, amb l'ajuda del tenor Francesc Viñas, l'òpera wagneriana de Lohengrin, que tingué molt de ressò tant en teatres espanyols com italians.
El 1930 es casa i s'estableix definitivament a Milà on actuà amb molt d'èxit a teatres de diferents localitats, junt amb algunes de les millors figures del moment. El 28 de desembre de 1937 participà en la primera funció italiana de Goyescas (al Teatre alla Scala de Milà) i més tard fou escollit per Pietro Mascagni per interpretar el paper de Turiddu a la Cavalleria rusticana, quan se celebrava el 50è aniversari de l'estrena de l'òpera. Va residir a Milà fins que el 1943 s'establí definitivament a Barcelona.
La temporada 1952-1953 participà en l'estrena de les òperes Soledad (1952), de Joan Manén, i Canigó, d'Antoni Massana.
El 1955 va deixar de cantar al Gran Teatre del Liceu per tal d'ocupar-se de la direcció escènica. El darrer cop que va actuar va ser al Teatre Calderón de Barcelona interpretant Carmen i Lucia di Lammermoor, després va deixar els escenaris per dedicar-se a la docència al Conservatori Superior de Música del Liceu, fins a l'any 1984.